# Lötleiste

Diverse Lötleisten, gebraucht

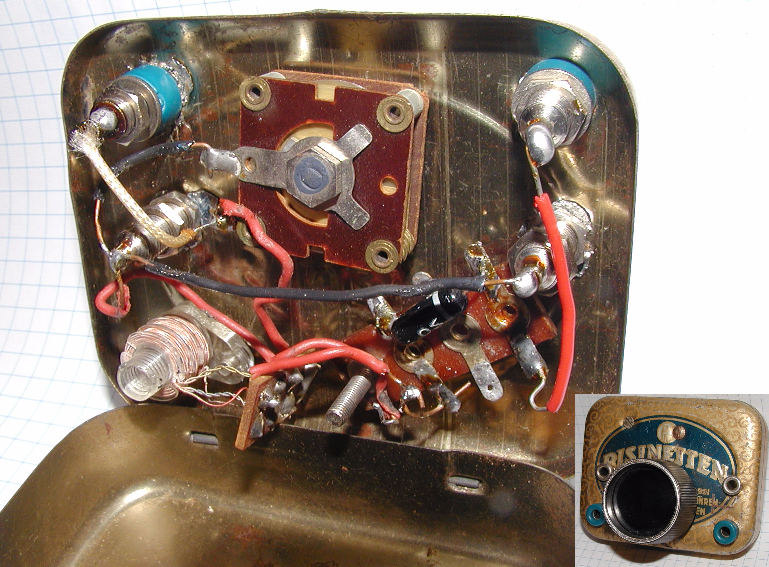
Selbstbau-Detektorempfänger mit einer Lötleiste (r. u.)

Eine Lötleiste ist ein elektromechanisches Bauteil, das aus einem isolierenden Trägermaterial (beispielsweise aus Hartpapier) und mehreren – meist paarig angeordneten – Lötösen besteht. Die Lötleiste dient gleichzeitig als mechanischer Stützpunkt für die angelöteten Elektronikbauelemente – wie beispielsweise Widerstände, Kondensatoren, Spulen und Transistoren. Weiterhin stellen diese Leisten die elektrische Lötverbindung her. Bei den angelöteten Bauelementen handelte es sich in der Vergangenheit meist um leichte Bauelemente, während schwerere Bauelemente in der Vergangenheit häufig mittels Schellen direkt mit dem Gerät mechanisch verbunden waren und die elektrische Verbindung dann zu diesen Bauelementen meist über Leitungen erfolgt ist.
Die Lötleisten werden beispielsweise mit Abstandshaltern in die Geräte eingebaut. Hierbei sorgen die Abstandshalter für die sichere elektrische Trennung zwischen den eingepressten Lötkontakten und dem Gerät. Seit Anfang der kommerziellen Elektronik bis in die 1950er Jahre wurden damit zahlreiche Elektronikgeräte, vor allem Radioempfänger, aufgebaut, sie wurden dann von gedruckten Schaltungen abgelöst. In kommerziellen Geräten findet man Lötleisten heute kaum noch, bei der Herstellung von Prototypen und im Hobbybereich werden sie gelegentlich noch eingesetzt.